# La Bazeuge
La Bazeuge is een gemeente in het Franse departement Haute-Vienne (regio Nouvelle-Aquitaine) en telt 163 inwoners (1999). De plaats maakt deel uit van het arrondissement Bellac.

## Geografie
De oppervlakte van La Bazeuge bedraagt 10,1 km², de bevolkingsdichtheid is 16,1 inwoners per km².
De onderstaande kaart toont de ligging van La Bazeuge met de belangrijkste infrastructuur en aangrenzende gemeenten.

## Demografie
Onderstaande figuur toont het verloop van het inwonertal (bron: INSEE-tellingen).